# Lensberget
Lensberget är ett naturreservat i Falu kommun i Dalarnas län.
Området är naturskyddat sedan 2017 och är 1 831 hektar stort. Reservatet ligger i norra delen av bergsområdet Lensberget och består av en sluttning med granskog med inslag av lövträd.